# Loyola (San Sebastián)
Loyola (oficialmente y en euskera, Loiola) es un barrio de la ciudad de San Sebastián (España). Conocido por sus instalaciones militares, el llamado Cuartel de Loyola, según el padrón de 2004 contaba con 6.459 habitantes  (en esta estadística se cuentan también los vecinos de Zorroaga y Landarbaso, por lo que su población es ligeramente inferior superando en algo los 6.000 habitantes).

## Ubicación geográfica
Es un barrio situado en la vega del río Urumea, ocupando el fondo del valle. Lo que es propiamente el barrio se encuentra situado en la margen izquierda del río, estando la margen derecha ocupada en su mayor parte por las instalaciones militares de los cuarteles de Loyola. Las colinas de Zorroaga y Ametzagaña, y la variante de San Sebastián marcan los límites aproximados del barrio, estando algo más desdibujados estos río arriba hacia Martutene, donde suele considerarse la Cárcel de Martutene como el límite aproximado entre ambos barrios.
El corazón del barrio, lo forma un triángulo limitado por las vías del Topo (ferrocarril de vía estrecha que une San Sebastián con Hendaya), el río Urumea y la Travesía de Loyola (carretera San Sebastián-Hernani, que soporta un tráfico importante). Este triángulo posee una trama urbana. Al otro lado de la carretera se encuentra el colegio de La Salle y varias urbanizaciones que suelen considerarse como parte del barrio. Al otro lado de las vías del topo se encuentra la barriada de la Ciudad Jardín, una zona de villas antiguas y casas bajas.
Dentro de Loyola tiene personalidad propia el barrio de Txomin o Txomin Enea, situado entre la carretera San Sebastián-Hernani y el río Urumea, a medio camino entre Loyola y Martutene. Debido a su tamaño no suele considerarse como de suficiente entidad como para considerase un barrio diferente y suele incluirse como parte de Loyola, aunque está separado de la trama urbana de este barrio.

## Historia
La etimología más creíble del topónimo Loyola o Loiola lo hace derivar de la palabra lohi, que significa barro o lodo en euskera ; y ola que significa cabaña o ferrería. Es un topónimo que se repite en varios lugares del País Vasco, incluyendo entre otros este barrio de San Sebastián, el barrio de Azpeitia donde nació San Ignacio de Loyola o la capital del municipio de Arrazua. No existe por tanto una relación directa entre el nombre del famoso santo y el de este barrio de San Sebastián. De hecho la parroquia del barrio de Loyola está consagrada al Corazón de Jesús y no a San Ignacio de Loyola como pudiera pensarse a priori.

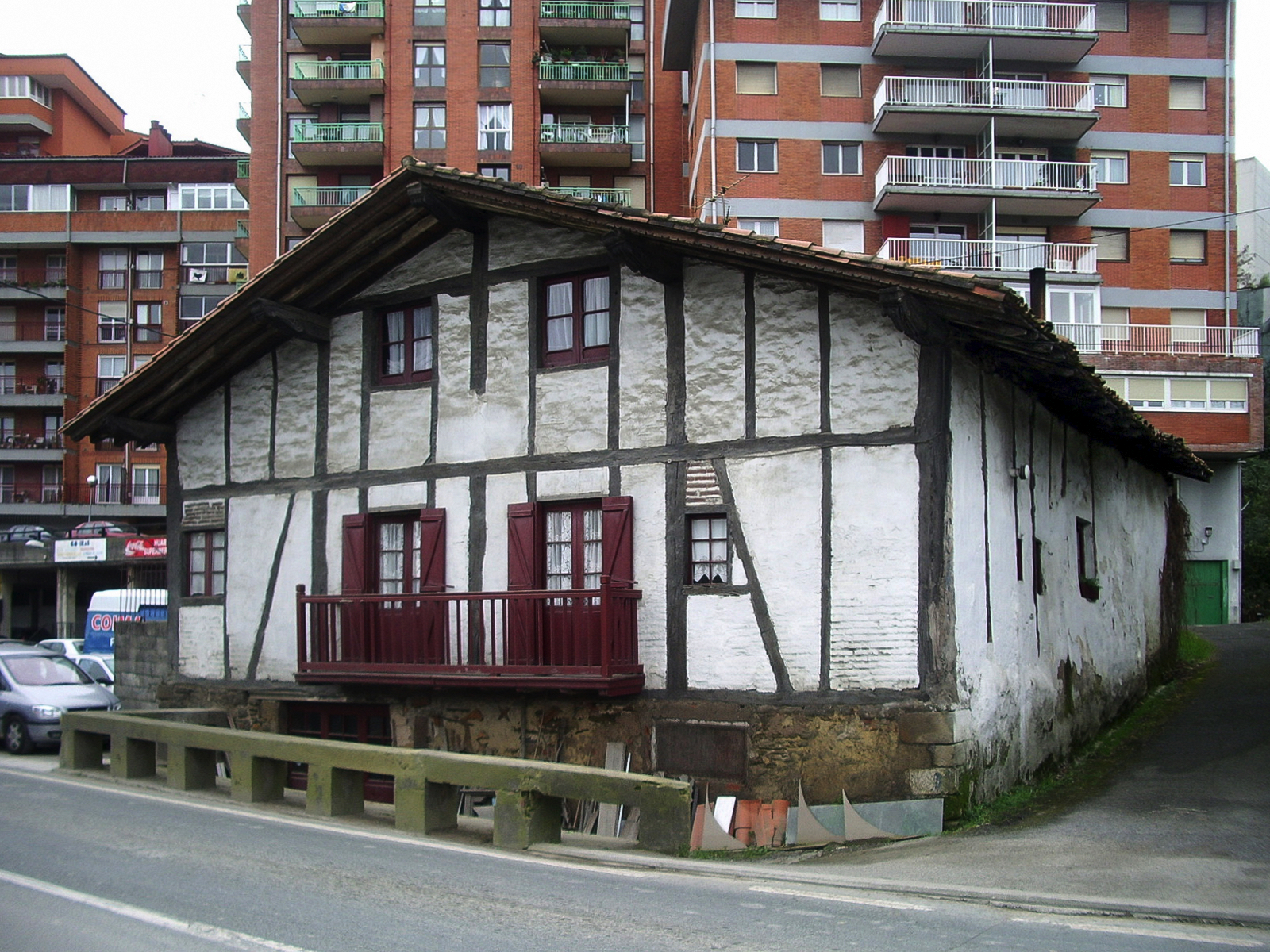
Caserío Patxillardegi

Durante muchos siglos Loyola fue un barrio de caseríos en la ribera del Urumea, de ahí proviene probablemente la referencia al lodo de su nombre; caseríos que contaban con huertas en las riberas y en algunos casos embarcaderos en el río. De entre ellos destaca el Caserío Patxillardegi, uno de los más antiguos de la ciudad (se cree que data del siglo XVI), que aún se conserva y que está declarado como monumento.
En 1912 se construyó la línea del Tren de la Frontera, que unía San Sebastián con Hendaya (hoy en día conocido como Topo). La construcción de dicha línea de tren activó el proyecto de construcción junto a las vías de una urbanizacíón de chalets que aprovechara el tren para comunicarse rápidamente con el centro de la ciudad. La Reina María Cristina puso la primera piedra de la urbanización en 1916. El proyecto no tuvo demasiado éxito y se construyeron solo 15 chalets de los que sería conocido como Ciudad Jardín de Loyola; pero fue el inicio de la urbanización del barrio.
Unos años más tarde se comenzaron a construir los Cuarteles de Loyola en la margen derecha del río, que fueron inaugurados en 1926. La construcción de dichos cuarteles supuso la salida del ejército de los cuarteles que históricamente había ocupado en la Parte Vieja de la ciudad. La construcción de los cuarteles supuso una revitalización de los proyectos de urbanización del barrio, aunque estos dejaron de estar dirigidos a la creación de un barrio de tipo residencial del proyecto de la Ciudad Jardín y se reorientaron a un barrio de tipo obrero. En 1927 se redactó el primer plano de reordenación urbana del Casco de Loyola. En torno al casco antiguo del barrio se construyeron casas de entre 3 y 4 plantas, que se alternaban de forma bastante anárquica con las casas bajas y los caseríos prexistentes. La iglesia parroquial del barrió se inauguró en 1937, para atender a las necesidades de un barrio que ya reunía una población bastante importante.
En la década de 1940, asume la construcción en el barrio el Patronato de Casas Militares, que construye bloques de viviendas para los militares. Con la construcción de estas viviendas queda prácticamente ocupado el espacio urbano del triángulo formado entre las vías del Topo, la carretera de San Sebastián a Hernani y el río Urumea, conformando el núcleo del barrio de Loyola.
En la década de 1970 se construyen bloques de viviendas de entre 4 y 10 alturas hacia las laderas de Zorroaga.

### Calles del barrio
- Aierbe, Plaza / Aierbe Plaza (2017)[1]
- Aintzieta, Paseo de / Aintzieta Pasealekua (1984)
- Andereñoak, Plaza / Andereñoen Plaza (2017)[1]
- Añarbe, Plaza / Añarbe Plaza (2017)[1]
- Areneros, Paseo de los / Hondarzale Pasealekua (2010)
- Arteleku, Plaza / Arteleku Plaza (2017)[1]
- Atarieder, Plaza de / Atarieder Plaza (1982)
- Batxillardegi, Grupo / Batxillardegi Auzunea (Patxillardegi; Batxillardegi, 2014)
- Concha Chaos, Calle / Concha Chaos Kalea (2017)[1]
- Espartxo, Puente de / Espartxo Zubia (1998)
- Felisa Martín Bravo, Avenida de / Felisa Martin Bravo Hiribidea (2017[1])
- Goikoenea, Calle / Goikoenea Kalea (2017)[1]
- Gregorio Abartzazu, Calle / Gregorio Abartzazu Kalea (2017)[1]
- Hípica, Camino de la / Hipika Bidea (1988)
- Igeltegi, Calle de / Igeltegi Kalea (1971)
- Iglesia, Calle de la / Eliza Kalea (1971)
- Julio Maeso, Calle de / Julio Maeso Kalea (2017)[1]
- Kantoizar, Plaza / Kantoizar Plaza (2017)[1]
- Kristobaldegi, Paseo de / Kristobaldegi Pasealekua (2017)
- Las Raquetistas, Plaza / Erraketista Plaza (2017)[1]
- Lavanderas, Plaza de las / Latsarien Plaza (2006)
- Loiola, Travesía de / Loiola Zeharbidea (1988)
- Loiolatarra, Calle de / Loiolatarra Kalea (Loyolatarra, 1971)
- Madalena Jauregiberri, Paseo de / Madalena Jauregiberri Pasealekua (1996)
- María Elena Arizmendi, Calle / María Elena Arizmendi Kalea (2017)[1]
- Maritxu Barriola, Plaza / Maritxu Barriola Plaza (2017)[1]
- Matxiñene, Calle de / Matxiñene Kalea (1988)
- Mendigain, Calle de / Mendigain Kalea (Liborioene, 1988; Mendigain, 1996)
- Monte Hernio, Calle del / Hernio Mendiaren Kalea (Monte Ernio, Monte Hernio, 2014)
- Paskualdegi, Rotonda / Paskualdegi Biribilgunea (2017)[1]
- Plazaburu, Calle de / Plazaburu Kalea (1971)
- Robles, Alto de los / Ariztigaña Kalea (1971)
- Saturio Burutaran, Calle / Saturio Burutaran Kalea (2017)[1]
- Sierra de Aloña, Calle de la / Aloñamendi Kalea (1971)
- Sierra de Aralar, Calle de la / Aralar Mendilerroaren Kalea (1971)
- Sierra de Urbasa, Calle de la / Urbasa Mendilerroaren Kalea (1972)
- Uba, Camino de / Uba Bidea (1982)
- Urbía, Calle de / Urbia Kalea (1988)
- Urdinzu, Puente de / Urdintzuko Zubia (1998)
- Wroclaw, Plaza / Wroclaw Plaza (2017)[1]
- Zubiondo, Calle de / Zubiondo Kalea (1971)
- Zuzenene, Camino de / Zuzenene Bidea (1988)

## Asociacionismo
- Esnatu Emakumeen Taldea: asociación de promoción de la mujer.
- Korrokoi Aisialdi Taldea: grupo de tiempo libre juvenil.
- La Salle Kirol Elkartea: club deportivo del colegio La Salle. .
- La Salle Sorondoa: club de montaña del colegio La Salle.
- Lan-Berri, AAVV: asociación de vecinos del barrio de Txomin Enea.
- Loiolako Ametzagaina Mendi Taldea: club de montaña.
- Loiolako Hontza Kultur Elkartea: asociación cultural y sociedad gastronómica.
- Loiolako Jai Batzordea Urumea Ibaia: comisión organizadora de las fiestas del barrio.
- Loiolako Zuhaitz Taldea: grupo de tiempo libre juvenil.
- Club Deportivo Loiolatarra: surgido en 1923 como club deportivo de pelota vasca y remo, se reorientó posteriormente a ser también una sociedad de tipo gastronómico y cultural. Ha tenido un peso muy importante en la vida social, cultural y deportiva del barrio; así como organizando eventos de todo tipo en sus 75 años de historia. La calle del barrio donde se encuentra la sede lleva su nombre.
- Real Sociedad Hípica de San Sebastián (Hípica de Loyola): club hípico situado en el barrio de Loiola. Club deportivo ligado tradicionalmente al Ministerio de Defensa y actualmente gestionado por la Federación Guipuzcoana de Hípica (desde noviembre de 2008). Sus instalaciones cuentan con piscinas, pistas de tenis y pistas para la práctica de la hípica (saltos y doma). Real Sociedad Hípica de San Sebastián. El camino que lleva a sus instalaciones recibe el nombre de Camino de la Hípica.
- Salletarrak Sociedad Deportiva y Cultural: surgida en 1973. Es una sociedad gastronómico-cultural que reúne a padres y antiguos alumnos del Colegio de La Salle del barrio.
- Sociedad Deportiva Náutica Ur-Kirolak: histórico club de remo donostiarra fundado en 1922, cuyas instalaciones están junto al río Urumea en las cercanías de Loiola.
- Tantai Loiolako Konpartsa: comparsa de carnavales del barrio.http://www.loiolakotantai.tk
- Urumea Gurea: grupo de medio ambiente que promueve la creación de un parque fluvial en el río Urumea.
- Urumea Ibaia, AAVV: asociación de vecinos del barrio de Loyola.
- Zuloidan: asociación cultural que forma una comparsa de la Tamborrada.

## Equipamientos
- Arteleku: Centro público de arte dependiente de la Diputación Foral de Guipúzcoa. Está situado en Txomin Enea.
- Centro Cultural Loiola: casa de cultura municipal que da servicio al barrio. Archivado el 11 de mayo de 2008 en Wayback Machine.
- Centro de Salud Loiola-Txomin-Martutene: ambulatorio médico que da servicio a Loiola, Txomin Enea y Martutene. Está situado en Txomin Enea.
- Iglesia Parroquial Corazón de Jesús: parroquia católica del barrio.  Archivado el 13 de diciembre de 2014 en Wayback Machine.
- Colegio de La Salle: colegio privado ubicado en el barrio. Abarca educación privada y secundaria. .
- Guardería PANPINTXO: Guardería por horas bilingüe. De 0 a 3 años y Ludoteca hasta los 10 años. ABIERTA TODO EL AÑO. Ubicada junto al Colegio La Salle. Visite nuestra página web www.guarderiapanpintxo.com
- Cuarteles de Loyola.
- Cárcel de Martutene.
- E.D.A.R. Loiola (Depuradora): estación depuradora de aguas residuales que dará servicio a la comarca de Comarca de San Sebastián. Se encuentra actualmente en construcción, aunque ya ha entrado parcialmente en funcionamiento.

### Cuarteles de Loyola
En 1926 se inauguraron en el barrio de Loyola las instalaciones militares formadas principalmente por dos edificios y diversos anexos, destinados inicialmente a alojar a las tropas de ingenieros y de Infantería que guarnecían la ciudad. Sustituyeron a los cuarteles que estaban situados hasta entonces en el convento de San Telmo Parte Vieja y en la antigua Beneficencia del barrio de Eguía. Estos cuarteles son la principal instalación militar en la provincia de Guipúzcoa.
Ocho décadas después, el ejército sigue ocupando 17 hectáreas de terreno llano situados en la margen derecha del río Urumea, en frente del barrio de Loyola, del que le separa un puente. El acuartelamiento alberga al Regimiento de Infantería "Tercio Viejo de Sicilia" n.º 67 (integrado en la Brigada "Extremadura XI"), cuyos orígenes se remontan a 1534. Además están adscritas al citado acuartelamiento una unidad de servicios (USAC) y un centro de comunicaciones vinculado al Regimiento de Transmisiones n. 22. También ocupa parte del acuartelamiento la Subdelegación de Defensa.
Los cuarteles de Loyola han sido tradicionalmente una de las principales fuentes de ingresos del barrio, por el trasiego de gentes que ocasionaban y los ingresos que generaban en el comercio, hostelería, alquiler de viviendas, etc.
Desde la profesionalización del ejército y la desaparición en España del servicio militar obligatorio, el número de efectivos destinados es muy limitada, si bien la aplicación del nuevo plan de distribución de efectivos militares probablemente aumente notablemente su actividad.
La escasez de suelo urbanizable ha provocado que el ayuntamiento haya solicitado la supresión del cuartel con objeto de construir viviendas de protección oficial. Desde muchos medios políticos del País Vasco, especialmente desde el ámbito nacionalista vasco, se incide en la inutilidad e infrautilización de los cuarteles. Hasta el momento el Ministerio se ha negado a ceder o vender los cuarteles argumentando que «siguen siendo necesarios para la defensa nacional». La disolución de la Brigada de Infantería "San Marcial" adscribe al Regimiento de Infantería "Tercio Viejo de Sicilia" dentro de la BOP XI Brigada Extremadura XI.

### Hípica
Otro de los elementos tradicionales del barrio es la Hípica. Desde noviembre de 2008 está gestionada por la Federación Guipuzcoana de Hípica y actualmente cuenta con más de 500 abonados.Real Sociedad Hípica de San Sebastián

### Cárcel de Martutene
Es el único centro penitenciario situado en la provincia de Guipúzcoa. Posee una capacidad para 150 reclusos aunque a principios de 2007 tenía ingresados 320 presos. Esta cárcel fue construida en 1948 y aunque ha sufrido diversas reformas se encuentra en un estado obsoleto y se prevé su cierre a medio plazo con la construcción de una nueva cárcel en Guipúzcoa.
La cárcel suele considerarse aproximadamente como la frontera entre los barrios de Txomin-enea y Martutene y aunque lleva el nombre del segundo de los barrios, el ayuntamiento de San Sebastián en su callejero municipal lo considera como parte de Txomin-enea.
43°18′34″N 1°57′59″O / 43.30956583346167, -1.9663381576538086